# Anto Gardaš
Anto Gardaš (Agići kod Dervente, 21. svibnja 1938. – Osijek, 10. lipnja 2004.), hrvatski književnik. Pisao je romane, bajke, priče, pjesme i igrokaze, a među njegovim pjesništvom se ističu samostalne zbirke haiku poezije.

## Životopis
Od 1947. godine, kad se s roditeljima doselio u Velimirovac kod Našica, živio je u Slavoniji, a od 1974. u Osijeku. Osnovnu školu završio u Velimirovcu, gimnaziju 1958. u Našicama, a diplomirao 1968. na Pravnom fakultetu u Zagrebu. Radio je potom u Đurđenovcu, Koprivnici... Od 1973. bio je stalno zaposlen u osječkoj pošti (HPT), uglavnom kao voditelj pravne službe. Bio je i predsjednik Ogranka DHK slavonsko-baranjsko-srijemskoga.
Neke od njegovih knjiga ilustrirao je poznati hrvatski ilustrator Ivan Antolčić.

## Književni rad
Prvu pjesmu "Pod kestenom" objavio je kao gimnazijalac 1958. godine u zagrebačkom srednjoškolskom časopisu Polet. Otada surađuje u mnogim književnim listovima, časopisima, novinama, radiju i televiziji. Pisao je poeziju i prozu za djecu i odrasle: pjesme, haiku-pjesme, romane, novele, pripovijetke, bajke, igrokaze, radioigre za djecu, kazališne predstave... Prvu pjesmu za djecu objavio je 1968. u osječkim novinama "Mala štampa". Bio je neumorni čitatelj svojih uradaka pred djecom cijele Hrvatske, pisac najširih tematskih interesa, od zavičajnoga haikua, klasične realističke, ali i (znanstveno) fantastičarske proze.
Uz Jagodu Truhelku i Stjepana Tomaša Gardaš je najznačajniji osječki pisac za djecu i jedan od ponajbitnijih i najčitanijih suvremenih pisaca u Hrvatskoj, lektirski klasik literature namijenjene najmlađima i čitateljima tinejdžerskog uzrasta. Objavio je četrdesetak knjiga, uglavnom za mlađe čitaoce: romane, bajke, priče, pjesme i igrokaze. Također, objavio je pet samostalnih zbirki haiku-poezije. 
Uz antologijska djela u žanru dječje književnosti, zavidne književne rezultate postigao je i u drugim žanrovima. Ističu se njegova zbirka kratkih proza "Postelja gospođe Jelene" (1988), te haiku-radovi nagrađeni u Japanu. Prevođen je na brojne jezike i nagrađivan prestižnim književnim nagradama (npr. "Grigor Vitez" za roman "Ljubičasti planet" 1981.  i "Josip i Ivan Kozarac").
Roman Duh u močvari (1989.) i Priče iz Kopačkog rita tematski su vezane za Kopački rit u Baranji.
Njemu u čast se zove književna nagrada za najbolji roman ili zbirku pripovijedaka za djecu i mladež objavljena na hrvatskom književnom jeziku, nagrada Anto Gardaš.

## Djela

### Samostalne knjige i djela objavljena u časopisima
- "Pjesme" (sa Savom Panjkovićem, 1965.)
- "Na jednoj obali", pjesme (1968.)
- "Balada o kapetanovu povratku" (1975.)
- "Jež i zlatni potok", priče i igrokazi (1978. – ponovljeno: 1985., 1986., 1987., 1989., 2002.)
- "Tajna zelene pećine", roman (1979. – 1996., 2003.)
- "Ljubičasti planet", roman (1981. – 1986., 1993., 1996., 2001., 2003.)
- "Zaboravljena torba", priče (1982.)
- "Bakreni Petar", roman (1984. – 1990., 1994., 2000., 2001.)
- "Izum profesora Leopolda", roman (1986. – 1995., 2000., 2001., 2003.)
- "Uvijek netko nekog voli", pjesme (1986.)
- "Zvijezda u travi", priče (1986.)
- "Prvi suncokreti", pjesme (1987.)
- "Pigulica", roman (1988.)
- "Postelja gospođe Jelene", kratke proze (1988.)
- "Duh u močvari", roman (1989. – 1990., 1994., 2000., 2002.)
- "Bože moj, za koga, kome da pišem?" (1992. – "Književna revija")
- "In memoriam : pjesnička riječ Milivoja Polića" (1993. – "Književna revija")
- "Priče iz Kopačkog rita", priče (1993. – 1999.)
- "Prikaza", ulomci iz neobjavljenog romana (1993. – "Književna revija")
- "Filip, dječak bez imena", roman (1994. – 2000.)
- "Grm divlje ruže", haiku-poezija (1994.)
- "Ivan Tulum putuje u nebo", odlomak iz romana (1995. – "Književna revija")
- "Miron na tragu svetoga Grala", roman (1995.)
- "Prikaza", roman (1995.)
- "Čudo na kamenitom brijegu" (1996. – "Književna revija")
- "Damjanovo jezero", roman (1996. – 1998. prevod na slovački "Damianovo jezero")
- "Hej, bećari" (1996.)
- "Žuborenja", haiku (1996.)
- "Glas koji te vodi" (1997. – "Književna revija")
- "Kuća od drvenih kocaka" (1997.)
- "Sto sunovrata", haiku (1997.)
- "Tragovi duginih boja" (1997.)
- "Plavokrila ptica", pjesme i igrokazi za djecu (1998.)
- "S dlanovima na očima" (1998. – "Književna Rijeka")
- "Cvijet bez imena" (1999. – "Književna Rijeka")
- "Bedemgrad ili kako su slavonski pobunjenici nadmudrili Turke" (1999. – "Kolo")
- "Koliba u planini" (1999.)
- "Miron u škripcu", roman (1999. – 2000., 2001., 2002.)
- "Otvoreni put" (1999.)
- "Glas koji te vodi" (2000.)
- "Jeronimova sreća" (2000. – "Književna revija")
- "Ledendvor", kazališna predstava (2000.)
- "Tri bajke" (2000. – "Književna revija")
- "Krađa u galeriji ili Sve se urotilo protiv malog Terzića" (2001. – 2003.)
- "Čovjek s crvenim štapom", početak tek završenog romana (2002. – "Književna revija")
- "Podmorski kralj", roman (2002.)
- "Tajna jednog videozapisa", SF-roman (2002.)
- "Zlatnici kraj puta" (2002.)
- "Bijela tišina", haiku-poezija (2003.)
- "Čovjek na cesti" (2003. – "Osvit")
- "Dobro je imati brata", pjesme (2003.)
- "Igračke gospođe Nadine", priče (2003.)
- "Ljepši će postati svijet", pjesme za djecu (2003.)
- "Sjaj mjesečine", haiku-poezija (2003.)
- "Čovjek s crvenim štapom" (2004.)
- "Brončani kotlić", kazališna predstava
- "Obračun s vodenjakom", roman (2006.)

### Antologije i zbirke s drugim autorima
- "Zvuci Panonije'72" (1972.)
- "Slavonija '73", V. muzički festival (1973.)
- "Pjesme vedre mladosti" (1977.)
- "Suze boli-za slobodu", poezija (1992.)
- "Žubor riječi" (1992.)
- "Priče o dobru, priče o zlu" (1993.)
- "Antologija hrvatske dječje poezije" (1994.)
- "3. samoborski haiku susreti" (1995.)
- "Poezija" (1995.)
- "Proza" (1995.)
- "4. samoborski haiku susreti" (1996.)
- "Antologija hrvatskoga haiku pjesništva" (1996.)
- "Primjeri iz dječje književnosti" (1996.)
- "5. samoborski haiku susreti" (1997.)
- "Pjesma mira", pjesme (1997.)
- "Pjesme vedre mladosti" (1997.)
- "Tragovi duginih boja" (1997.)
- "6. samoborski haiku susreti" (1998.)
- "Pjevančica" (1998.)
- "Sretne ulice", osječka čitanka (1999.)
- "9. samoborski haiku susreti" (2000.)
- "Haiku zbornik – Ludbreg, 2000" (2000.)
- "Sedam putova", haiku (2000.)
- "Haiku u Dalmaciji" (2001.)
- "Hrvatske bajke i basne" (2001.)
- "(Pjesništvo)" (2002. – "Osvit")
- "Hrvatsko pjesništvo" (2003. – "Osvit")